# Seznam bývalých hraničních přechodů na česko-slovenské státní hranici
Seznam bývalých hraničních přechodů na česko-slovenské státní hranici obsahuje hraniční přechody silniční, železniční, říční, turistické pro pěší a cyklisty a další bývalé přechody mimo místních cest; doplňují jej přeshraniční propojení otevřené po vstupu České republiky do Schengenského prostoru v roce 2007. Je řazen ve směru ze severu na jih od hranice s Polskem k hranici s Rakouskem a nemusí být úplný.
Ke dni 21. prosince 2007 Česká republika plně přistoupila k Schengenské dohodě. Podle ustanovení může být státní hranice mezi signatáři této smlouvy překročena po celé délce; výjimku mají národní parky, kde je mimo značené cesty zakázán pohyb osob. Protože země, které hraničí s Českou republikou, jsou signatáři dohody, všechny hraniční přechody byly zrušeny. V případě dočasného znovuzavedení ochrany vnitřních hranic je provoz na hraničním přechodu upraven Sdělením Ministerstva vnitra č. 395/2021 Sb.

## Seznam
| Hraniční přechod                                               | Typ        | Komunikace            | Okres            |
| -------------------------------------------------------------- | ---------- | --------------------- | ---------------- |
| Mosty u Jablunkova – Svrčinovec                                | silniční   | Silnice I/11          | Frýdek-Místek    |
| Mosty u Jablunkova – Čadca                                     | železniční | Trať 320              | Frýdek-Místek    |
| Šance – Čadca-Milošová                                         | silniční   | Silnice III/01179     | Frýdek-Místek    |
| Bílá – Klokočov                                                | silniční   | Silnice II/484        | Frýdek-Místek    |
| Bílá-Bumbálka – Makov (severní)                                | silniční   | Silnice I/35          | Frýdek-Místek    |
| Bílá-Bumbálka – Makov (jižní)                                  | silniční   | Silnice II/487        | Frýdek-Místek    |
| Velké Karlovice – Makov                                        | turistický |                       | Vsetín           |
| Velké Karlovice – Makov                                        | silniční   | Silnice III/48715     | Vsetín           |
| Nový Hrozenkov – Lysá pod Makytou (Kohútka - Kohútka (Čertov)) | silniční   | Silnice III/48717     | Vsetín           |
| Střelná – Lysá pod Makytou                                     | silniční   | Silnice I/49          | Vsetín           |
| Horní Lideč – Lúky pod Makytou                                 | železniční | Trať 280              | Vsetín           |
| Nedašova Lhota – Červený Kameň                                 | silniční   | Silnice III/50736     | Zlín             |
| Brumov-Bylnice – Horné Srnie                                   | silniční   | Silnice I/57          | Zlín             |
| Vlárský průsmyk – Horné Srnie                                  | železniční | Trať 341              | Zlín             |
| Žítková – Liešna (Horná Súča)                                  | silniční   |                       | Uherské Hradiště |
| Starý Hrozenkov – Drietoma                                     | silniční   | Silnice I/50          | Uherské Hradiště |
| Březová – Nová Bošáca                                          | silniční   | Silnice III/06124     | Uherské Hradiště |
| Strání – Moravské Lieskové                                     | silniční   | Silnice I/54          | Uherské Hradiště |
| Nová Lhota – Stará Myjava                                      | silniční   | Silnice III/49916     | Hodonín          |
| Velká nad Veličkou – Vrbovce                                   | železniční | Trať 343              | Hodonín          |
| Velká nad Veličkou – Vrbovce                                   | silniční   | Silnice I/71          | Hodonín          |
| Sudoměřice-město – Skalica                                     | silniční   | bývalá Silnice II/426 | Hodonín          |
| Sudoměřice – Skalica                                           | silniční   | Silnice I/70          | Hodonín          |
| Sudoměřice – Skalica                                           | železniční |                       | Hodonín          |
| Sudoměřice (Výklopník) – Skalica (přístav)                     | říční      |                       | Hodonín          |
| Rohatec (přístav) – Skalica (přístav)                          | říční      |                       | Hodonín          |
| Hodonín (přístav) – Skalica (přístav)                          | říční      |                       | Hodonín          |
| Hodonín – Holíč                                                | silniční   | Silnice I/51          | Hodonín          |
| Hodonín – Holíč                                                | železniční | Trať 332              | Hodonín          |
| Mikulčice – Kopčany                                            | turistický |                       | Hodonín          |
| Tvrdonice (přístav) – Gbely (přístav)                          | říční      |                       | Břeclav          |
| Lanžhot – Kúty                                                 | železniční | Trať 252              | Břeclav          |
| Lanžhot – Brodské                                              | silniční   | Silnice II/425        | Břeclav          |
| Břeclav – Brodské                                              | silniční   | Dálnice D2            | Břeclav          |